# Lijst van nationale wegen in de Verenigde Arabische Emiraten

Een wegschild van de E11

Dit is een lijst van nationale wegen in de Verenigde Arabische Emiraten. Nationale wegen worden aangegeven met het prefix E, van Emirates Routes. Er wordt gebruikgemaakt van een blauw wegschild in de vorm van een adelaar met in oranje letters het nummer.
| Schild | Nummer | Route                                                     | Lengte |
| ------ | ------ | --------------------------------------------------------- | ------ |
|        | E10    | Abu Dhabi - Al Rabda (E11)                                | 25 km  |
|        | E11    | Saoedi-Arabië - Abu Dhabi - Dubai - Ras al-Khaimah - Oman | 558 km |
|        | E18    | Ras al-Khaimah - Manama                                   | 58 km  |
|        | E22    | Abu Dhabi - Al Ain                                        | 147 km |
|        | E33    | Abu Dhabi - Al Haiyir                                     | 133 km |
|        | E44    | Jumeirah - Dubai - Oman - Hatta - Oman                    | 118 km |
|        | E55    | Umm al-Qaiwain - Al Dhaid - Madam                         | 96 km  |
|        | E66    | Dubai - Al Ain                                            | 128 km |
|        | E77    | Jebel Ali - Lahbab (E44)                                  | 54 km  |
|        | E87    | Diba Al Fujairah - Idhn (E18)                             | 30 km  |
|        | E88    | Sharjah - Al Dhaid - Masafi                               | 78 km  |
|        | E89    | Diba Al Fujairah - Masafi - Fujairah                      | 70 km  |
|        | E95    | Al Ain - Nahel                                            | 35 km  |
|        | E99    | Diba Al Fujairah - Khor Fakkan - Fujairah - Oman          | 82 km  |
|        | E311   | Jebel Ali - Dubai - Al Riffa (E11)                        | 141 km |
|        | E611   | Jebel Ali - Dubai - Umm al-Qaiwain (E55)                  | 96 km  |

E10 · 
E11 · 
E18 · 
E22 · 
E33 · 
E44 · 
E55 · 
E66 · 
E77 · 
E87 · 
E88 · 
E89 · 
E95 · 
E99 · 
E311 · 
E611